# Coming Undone
Coming Undone - пісня ню-метал-групи Korn і другий сингл з їх сьомого студійного альбому, See You On The Other Side. Пісня являє собою експеримент Korn з перкусією в стилі пісні Queen «We Will Rock You».
Супроводжує пісню музичне відео зняв режисер Little X, вперше працюючи над відео для рок-групи. Korn виступають в пустелі на кордоні дня і ночі. Денне небо розбивається на шматочки, відкриваючи нічне. Потім задній фон розбивається на шматки, відкриваючи рівний білий фон. Після цього музиканти Korn перетворюються на подобу дитячої іграшки. Наприкінці кліпу Korn повністю зникають.
Korn спільно з реперами з  Атланти Dem Franchize Boyz зробили мешап, в якому змішали їх недавні сингли «Coming Undone» і «Lean Wit It, Rock Wit It» , що отримав назву «Coming Undone Wit It». Мешап був записаний за допомогою Жермен Дюпрі і Скотта Спока з The Matrix і вперше випущений через AOL 28 квітня 2006. Відео на «Coming Undone Wit It» вийшло на бонусному DVD до Chopped, Screwed, Live and Unglued.